# 戈登·尼特
戈登·尼特（英語：Grodon Neate，1941年3月14日—2019年5月10日），英国职业足球运动员，司职后卫。

## 生平
尼特出生于雷丁，15岁时加盟了家乡的雷丁足球俱乐部。他于1958年3月转为职业球员，1959年4月完成首秀。他共为俱乐部出场99次，于1966年因伤退役。